# Río Paquisa
Río Paquisa är ett vattendrag i Chile.   Det ligger i regionen Región de Arica y Parinacota, i den norra delen av landet, 1 700 km norr om huvudstaden Santiago de Chile.
Omgivningen kring Río Paquisa är i huvudsak ett öppet busklandskap. Området är nästan obefolkat, med mindre än två invånare per kvadratkilometer.